# Yummly
Yummly — американское мобильное приложение и веб-сайт, которые предоставляют рекомендации по рецептам, адаптированные к индивидуальным вкусам, семантический поиск рецептов, цифровую коробку рецептов, список покупок и часовую доставку продуктов. Приложение Yummly доступно для iOS, Android и веб-браузеров. Приложение Yummly было названо «Лучшим за 2014 год» в Apple App Store.

## Описание
Yummly использует запатентованную технологию и вручную подобранный граф знаний, чтобы предложить семантическую поисковую систему для продуктов питания, кулинарии и рецептов.  Yummly позволяет пользователям искать по ингредиентам, диете, аллергии, питанию, цене, кухне, времени, вкусу, блюдам и источникам; и «узнаёт» о пользователях на основе их симпатий и антипатий. Yummly использует эту информацию, чтобы классифицировать пищу для поиска и давать рекомендации.
Управляющая сайтом одноименная компания Yummly находится в Пало-Алто, штат Калифорния, а ранее находилась по адресу 610 Walnut St., Редвуд-Сити, Калифорния — бывшем доме ряда других успешных интернет-компаний.
В 2014 году у сайта Yummly было 15 миллионов активных пользователей в США, и были запущены аналогичные международные веб-сайты в Великобритании, Германии и Нидерландах.
В мае 2017 года компания была приобретена производителем бытовой техники Whirlpool Corporation.  Сайт продолжает функционировать как дочерняя компания, сохранив свой нынешний головной офис.

## История
Одноименная компания была основана Дэвидом Феллером (David Feller) и Вадимом Гешелем (Vadim Geshel) в начале 2009 года. Ранее Феллер работал с Half.com, eBay и StumbleUpon. Yummly привлекла 7,8 млн венчурного капитала и была поддержана компаниями First Round Capital, Harrison Metal Capital, Intel Capital и Unilever Ventures.

## API
В марте 2013 года Yummly открыла доступ к своему интерфейсу прикладного программирования (API) другим компаниям в качестве платной услуги. API позволяет искать ингредиенты, способы приготовления блюд и данные о питании.